# Чери (Л'Аквила)
Чери (итал. Cerri) је насеље у Италији у округу Л'Аквила, региону Абруцо.
Према процени из 2011. у насељу је живело 30 становника. Насеље се налази на надморској висини од 1385 м.